# Ungenach
Ungenach es una localidad del distrito de Vöcklabruck, en el estado de Alta Austria, Austria, con una población estimada de 1502 habitantes (al 1.° de enero de 2020).
Se encuentra ubicada al este del estado, cerca del lago Atter, de la frontera con el estado de Salzburgo, al sur del río Danubio y al suroeste de la ciudad de Linz —la capital del estado—.